# Exochomoscirtes binotatus
Exochomoscirtes binotatus – gatunek chrząszcza z rodziny wyślizgowatych i podrodziny Scirtinae.
Gatunek ten opisany został po raz pierwszy w 1916 roku przez Maurice’a Pica. Jako miejsce typowe wskazał on Pengalengan w Jawie Zachodniej. W 2010 roku Rafał Ruta i Hiroyuki Yoshitomi dokonali jego redeskrypcji i wyznaczyli go gatunkiem typowym rodzaju.
Chrząszcz o półkulistym, silnie wypukłym ciele długości 4,7 mm i szerokości 3,8 mm. Porośnięty jest żółtawymi, półwzniesionymi szczecinkami. Głowa jest czarniawobrązowa, delikatnie punktowana, zaopatrzona w duże, wyłupiaste oczy złożone i żółtawe, nitkowate czułki, których człony od czwartego do jedenastego są nieco dłuższe niż człon trzeci. Narządy gębowe są żółtawe. Przedplecze jest czarniawobrązowe, lekko wypukłe, delikatnie punktowane. Kąty przednio-boczne ma wystające w przód, zaś tylno-boczne są prawie ostre. Odległości między punktami na głowie, przedpleczu i tarczce są mniej więcej równe ich średnicom. Pokrywy są szeroko owalne, najszersze pośrodku, czarniawobrązowe z parą bardzo dużych, owalnych, pomarańczowych plam w przedniej połowie, sięgających ich nasadowych krawędzi. Punktowanie pokryw jest silniejsze niż przedplecza, a odległości między punktami wynoszą od 1- do 1,5-krotności ich średnicy. Odnóża są żółtawe. Tylna ich para ma na goleniach dwie ostrogi, z których dłuższa jest lekko zakrzywiona i niemal tak długa jak pierwszy człon stopy, a krótsza jest zakrzywiona i równa ⅔ długości dłuższej. Odwłok ma rzadko oszczecinione środkowe części dwóch pierwszych z widocznych sternitów (wentrytów) i wykrojony brzeg wierzchołkowy piątego z nich. Genitalia samicy cechuje długi i bardzo wąski prehensor oraz mały i płytkowaty skleryt torebki kopulacyjnej.
Owad orientalny, endemiczny dla Indonezji, znany tylko z wyspy Jawa.